# Маккракен (Канзас)
Маккракен (англ. McCracken) — місто (англ. city) в США, в окрузі Раш штату Канзас. Населення — 152 особи (2020).

## Географія
Маккракен розташований за координатами 38°34′55″ пн. ш. 99°34′9″ зх. д. / 38.58194° пн. ш. 99.56917° зх. д. (38.582023, -99.569028).  За даними Бюро перепису населення США в 2010 році місто мало площу 2,46 км², уся площа — суходіл.

## Демографія
Згідно з переписом 2010 року, у місті мешкало 190 осіб у 96 домогосподарствах у складі 50 родин. Густота населення становила 77 осіб/км².  Було 130 помешкань (53/км²).
Расовий склад населення:
| - 93,7 % — білих - 2,1 % — корінних американців - 0,5 % — чорних або афроамериканців |

До двох чи більше рас належало 3,7 %. Частка іспаномовних становила 0,0 % від усіх жителів.
За віковим діапазоном населення розподілялося таким чином: 19,5 % — особи молодші 18 років, 51,6 % — особи у віці 18—64 років, 28,9 % — особи у віці 65 років та старші. Медіана віку мешканця становила 53,0 року. На 100 осіб жіночої статі у місті припадало 95,9 чоловіків;  на 100 жінок у віці від 18 років та старших — 96,2 чоловіків також старших 18 років.
Середній дохід на одне домашнє господарство  становив 41 415 доларів США (медіана — 28 750), а середній дохід на одну сім'ю — 51 506 доларів (медіана — 42 500). Медіана доходів становила 32 083 долари для чоловіків та 30 208 доларів для жінок. За межею бідності перебувало 7,7 % осіб, у тому числі 0,0 % дітей у віці до 18 років та 6,1 % осіб у віці 65 років та старших.
Цивільне працевлаштоване населення становило 86 осіб. Основні галузі зайнятості: освіта, охорона здоров'я та соціальна допомога — 26,7 %, сільське господарство, лісництво, риболовля — 16,3 %, транспорт — 14,0 %.